# Friedrichstraße (metropolitana di Berlino)
La stazione di Friedrichstraße è una stazione della metropolitana di Berlino, sulla linea U6. È posta sotto tutela monumentale (Denkmalschutz).

## Interscambi
- Stazione ferroviaria (Berlin-Friedrichstraße)[2]
- Fermata tram (S+U Friedrichstraße, linee M1 e 12)[3]